# 2861 Lambrecht
För andra betydelser, se Lambrecht.
2861 Lambrecht eller 1981 VL2 är en asteroid i huvudbältet som upptäcktes den 3 november 1981 av de båda tyska astronomerna Freimut Börngen och Karsten Kirsch vid Tautenburg-observatoriet. Den har fått sitt namn efter den tyske astronomen Hermann Lambrecht.
Asteroiden har en diameter på ungefär 16 kilometer.